# The Lego Ninjago Movie Videogame
The Lego Ninjago Movie Video Game — приключенческая видеоигра, разработанная компанией TT Fusion и изданная Warner Bros. Interactive Entertainment. Была выпущена на платформах Nintendo Switch, PlayStation 4, Windows и Xbox One вместе с фильмом в Северной Америке 22 сентября 2017 года, а в остальном мире — 20 октября 2017 года. Игра основана на фильме Лего Фильм: Ниндзяго, является вторым спин-оффом и третьей игрой во франшизе The Lego Movie.
Во время пандемии COVID-19 компания TT Games объявила, что игра будет доступна для бесплатного скачивания с 15 по 21 мая 2020 года на PlayStation 4, Xbox One и ПК.

## Игровой процесс
Игровой процесс The Lego Ninjago Movie Video Game очень похож на другие игры по тематике Lego, разработанные TT Games. Как и в The Lego Movie Videogame, окружение создано из кирпичиков Lego. Игрок управляет одним из главных персонажей, который сражается с врагами, решает головоломки и собирая «шипы» Lego, которые являются внутриигровой валютой. Использование комбинаций атак в бою увеличивает количество заработанных шипов. В отличие от других видеоигр Lego, в которых есть кооперативный режим для двух игроков, здесь игра позволяет играть в режиме «Боевые карты» до четырёх игроков. В игре представлены 102 персонажа из фильма и оригинального сериала. В игре есть восемь локаций из фильма Lego Ninjago Movie. В каждой локации есть уникальный испытания Dojo, где игроки могут проверить свои боевые навыки, сражаясь со всё более сложными врагами и одним боссом.

## Реакция
| Сводный рейтинг | Сводный рейтинг |
| Агрегатор       | Оценка          |
| --------------- | --------------- |
| GameRankings    | 68,47 %         |

По данным агрегатора рецензий Metacritic, игра получила смешанные оценки после выхода, а версия для Xbox One получила «в целом положительные» отзывы.
Немецкий онлайн-журнал PS4 Source поставил игре 7,4 балла из 10, похвалив многопользовательский режим и звук, но при этом раскритиковав заметные разрывы изображения и низкие графические улучшения в версии для PlayStation 4 Pro. Стив Боулинг из Nintendo Life поставил версии для Nintendo Switch 5 баллов из 10: «Игры LEGO обычно довольно хороши. Игры по кинофраншизам обычно довольно плохи. The LEGO Ninjago Movie Video Game — это и то, и другое, но в конечном итоге она больше похожа на игру по фильму, чем на игру LEGO». Он так же указал на плохой дизайн уровней, долгое время загрузки и различные ошибки, при этом похвалив забавные диалоги и занимательные ролики. Эндрю Рейнер из Game Informer поставил версии для Xbox One 8,25 баллов из 10, отметив, что игра стала относительно небольшим шагом вперёд для игр Lego. Брэндон Марлоу из Push Square поставил игре 7 баллов из 10, назвав её «ещё одна хорошей частью в серии игр LEGO».
Дэвид Чепмен из Common Sense Media поставил игре три звезды из пяти. Он отметил, что в игре присутствуют несколько изменений и дополнений, призванных сделать её особенной. В остальном игра показалась ему довольно маленькой по сравнению с другими играми Lego: «сюжетный режим можно пройти от начала до конца за один день». Майк Фейи из Kotaku назвал игру «одной из самых захватывающих новых игр Lego за последние годы», отметив немного грубоватую, но динамичную боевую систему и пару неожиданных изменений в устаревших механиках.